# Kāfir
Der arabisch-islamische Begriff Kāfir (arabisch كافر kāfir, Plural كفّار kuffār; weibliche Form كافرة kāfira) steht für Ungläubige oder „Nicht-Muslim“. Kāfir leitet sich von der Wortwurzel k-f-r (arabisch كَفَرَ, DMG kafara ‚bedecken, verbergen; ungläubig sein‘) ab. Diese Wortwurzel kommt im Koran ca. 500 Mal vor und dient dort der Bezeichnung der Gegner Mohammeds als kuffār („Ungläubige“) oder als alladhīna kafarū („die ungläubig sind“). Konkret ist das Ungläubigsein in Bezug auf islamische Glaubensinhalte gemeint. Giaur oder Ghiaur ist die eingedeutschte Variante der türkischen Entsprechung (gavur) von Kafir. Sie erlangte besonders durch Karl Mays Werke Bekanntheitsgrad.

## Unterscheidungen im islamischen Recht
Im islamischen Recht werden drei Arten von Kuffār unterschieden:
- Dhimmis, die mit eingeschränkten Rechten, jedoch geschützt, unter islamischer Herrschaft leben.
- Ḥarbīs, die ohne Rechte, auch ohne Recht auf Leben, außerhalb des islamischen Herrschaftsgebiets leben.
- Musta'mins, denen durch einen zeitweiligen Schutzvertrag (Amān) ähnliche Rechte gewährt werden wie den Dhimmis, damit sie das islamische Herrschaftsgebiet betreten können. Der Status des Musta'min ist immer zeitlich begrenzt.

Eine andere rechtliche Unterscheidung wird im klassischen islamischen Recht zwischen dem Murtadd, dem vom Islam abgefallenen, und dem Kāfir aslī, dem „ursprünglichen Ungläubigen“, vollzogen: Ein Murtadd war, wenn er nicht heimlich abgefallen ist, nach einer Wartefrist zu töten; ein Kāfir aslī (كافر أصلي) konnte in Kriegsgefangenschaft entweder getötet oder versklavt werden. Die islamische Praxis der Erklärung von Muslimen zu Ungläubigen heißt Takfīr.
Allgemein sahen damalige Rechtsbestimmungen der islamischen Jurisprudenz im Falle von Schriftbesitzern die Wahl zwischen der Annahme des Islam, der Annahme des Dhimmi-Status oder dem Kampf vor; Andersgläubige, die nicht unter die Kategorie von Schriftbesitzern fielen, hatten die Wahl zwischen der Konversion zum Islam oder dem Kampf. Im Zuge der islamischen Expansion wurde das Angebot der Dhimma auch auf Religionsgemeinschaften, die nicht Schriftbesitzer im eigentlichen Sinne waren, ausgeweitet, so dass fast allen Nicht-Muslimen die Möglichkeit des Verbleibes in der eigenen Religion im Gegenzug zur Zahlung der Dschizya möglich wurde.

## Weitere Verwendungen des Begriffs
Der Begriff Kāfir wurde von den Europäern später für die in Südafrika lebenden Xhosa  verwendet (englische Form Kaffir, eingedeutscht Kaffern). Dieses Wort wird oft auch von Muslimen generalisierend für Nichtmuslime oder für Muslime heterodoxer Glaubensrichtungen verwendet und gilt seit dem Erlass des türkischen Sultans von 1856 als herabwürdigend.
Die Einwohner des ehemaligen Kafiristan, heute Nuristan, wurden ebenfalls so genannt.
Im persischsprachigen Zentralasien ist Kāfir Qalʿa („Heiden-Burg“, „Festung der Ungläubigen“) ein häufiger Name für archäologische Orte aus vorislamischer Zeit, beispielsweise für Tacht-e Rostam (Afghanistan), Kafer Qala (Kala-Kahzad) bei Farah (Afghanistan), Kāfer Qalʿa nahe Samarkand (Usbekistan) und Kafirkala in Kolchosabad (Tadschikistan).
Die weltweit größte unabhängige islamische Organisation mit Sitz in Indonesien, Nahdlatul Ulama, veröffentlichte 2019 eine Proklamation, in der sie Muslime auffordert, das Wort kafir nicht mehr für Nicht-Muslime zu verwenden, da der Begriff eine herabsetzende Konnotation habe und der Koexistenz der Religionen zuwiderlaufe. Stattdessen sollten Nicht-Muslime muwathinun („Bürger“, dem neutralen indonesischen warga negara entsprechend) genannt werden.

## In der Literatur
Der serbische Janitschar Konstantin aus Ostrovitza (15. Jahrhundert) schreibt in seinen Memoiren eines Janitscharen im 46. Kapitel: 

„Über die Christen, die unter den Türken sind
Die Türken nennen die Christen Giauren. Der Sultan kennt die Zahl derer, die unter den Türken sind, genau und weiß, wieviele in jedem Land sind. Sie zahlen dem Sultan einen jährlichen Tribut von 40 Aspern je Kopf, [die die Türken akçe nennen], 40 davon machen ein Goldstück. Und davon erhält der Sultan alljährlich viele Male 100.000. [...] Die Christen zahlen auch den Herren, denen sie unterstellt sind und die sie „Timarlılar“ nennen, die Hälfte des Sultanstributs und ein Zehent ihres gesamten Ertrages oder Gutes. Frondienst leisten sie weder dem Sultan noch einem anderen Herrn, und sie treiben keinen Handel.“